# Nosoderma diabolicum
Nosoderma diabolicum (voorheen Phloeodes diabolicus) is een kever uit de familie somberkevers (Zopheridae). De wetenschappelijke naam van de soort werd in 1851 gepubliceerd door John Lawrence LeConte. De kever kan gevonden worden aan de westkust van de Verenigde Staten. De kever leeft onder de schors van bomen, kan niet vliegen, eet schimmels en kan tot acht jaar oud worden. De kever is vooral gekend omwille van zijn uitzonderlijke sterkte. Zo kan hij drukkrachten verdragen die 39000 keer hoger liggen dan zijn lichaamsgewicht. De kever kan ook overreden worden door auto's zonder hier schade van te ondervinden. Dit komt door zijn uitermate harde en dichte dekschild.